# 의성중학교 점곡분교
의성중학교 점곡분교는 경상북도 의성군에 있었던 공립 중학교이다.

## 학교 연혁
- 1954년 5월 17일 : 점곡중학교 개교
- 1969년 10월 18일 : 점곡중학교 옥산분교 설립 인가
- 1970년 3월 1일 : 옥산분교장 개교
- 1972년 12월 26일 : 옥산분교 중학교 승격 인가
- 1973년 3월 1일 : 옥산분교장 옥산중학교 승격 분리
- 1973년 5월 19일 : 병설 점곡고등학교 개교
- 1994년 3월 1일 : 점곡고등학교 폐교
- 1999년 3월 1일 : 의성중학교 분교장 격하 편입
- 2002년 3월 1일 : 폐교 및 의성중학교 통폐합